# Хайнрих II фон Шваленберг
Хайнрих II (IV) фон Шваленберг (на немски: Heinrich II (IV) von Schwalenberg; * 1287; † 11 март 1349) е граф на Шваленберг.

## Биография
Той е големият син на граф Албрехт I фон Шваленберг († сл. 5 февруари 1317) и съпругата му Юта фон Росдорф († сл. 1298), дъщеря на рицар Конрад фон Росдорф († сл. 1246). Внук е на граф Фолквин IV фон Шваленберг-Валдек († 1255) и Ерменгард фон Шварцбург († 1274). Племенник е на Фолквин V епископ на Минден (1275 – 1293), Гюнтер, архиепископ на Магдебург(1277 – 1278), епископ на Падерборн (1307 – 1310), и Конрад II, архиепископ на Магдебург (1266 – 1277).
Хайнрих II фон Шваленберг умира на 11 март 1349 г. и е погребан в Шваленберг. Втората му съпруга Мехтилд (Метте) фон Ритберг след смъртта му става през 1383 – 1400 г. абатиса на манастир Хеерзе (Нойенхеерзе)

## Фамилия
Първи брак: пр. 1314 г. с графиня Елизабет фон Вьолпе († 2 февруари 1336), дъщеря на граф Бурхард II фон Вьолпе († 1289/1290) и Елизабет фон Холщайн († 1274/1284). Те имат девет деца:
- Бурхард († 27 март 1350), женен за Агнес фон Еверщайн († сл. 27 март 1350)
- Хайнрих III/V (* пр. 1329; † сл. 19 август 1369), каноник/приор в Св. Кириакус в Брауншвайг (1355 – 1366)
- Витекинд/Видекинд VI († сл. 1336)
- Елизабет († сл. 1314), омъжена за Ашвин III фон Щайнберг (* ок. 1262; † сл. 1336)
- Юта († 4 юли 1357), абатиса на Гандерсхайм (1331 – 1357)
- Ирмгард († 8 октомври 1358), монахиня в Мариензе (1329) и в Гандерсхайм (1357)
- Вилбергис/Вилбургис († сл. 1329), монахиня в Мариензе (1314 – 1329)
- Мехтилд († 1335), омъжена за Йохан VI фон Бробеке († сл. 1345)
- Хелене († сл. 1372), омъжена за Конрад V фон Шоненберг/VI († сл. 1355)

Втори брак: между 1342 и 1345 г. с Мехтилд (Метте) фон Ритберг († 25 април 1400), дъщеря на граф Ото I фон Ритберг († 1347) и графиня Аделхайдис фон Халермунд († 1342). Те имат една дъщеря:
- Юта († 1386), омъжена сл. 1380 г. за Дитрих IV фон Фолмещайн († 1397)